# Theodor Gartner
Theodor Gartner (Wenen, 4 november 1843 - Innsbruck, 29 april 1925) was een Oostenrijks romanist die met name het Reto-Romaans bestudeerd heeft.
Gartner had natuur- en scheikunde gestudeerd, en doceerde deze vakken aan een middelbare school in Uherské Hradiště. Gedurende die jaren behaalde hij de lesbevoegdheid Frans, waarna hij leraar Frans werd op het Gymnasium van Linz. Hij legde zich toen verder toe op de overige romaanse talen; in 1878 ging hij naar Wenen, waar hij zich verder schoolde in de romaanse taalkunde bij Adolfo Mussafia. Rond 1880 maakte hij reizen door het Reto-Romaanse taalgebied, en verzamelde hier woorden (en teksten), hetgeen resulteerde in zijn grammatica van het Reto-Romaans. In 1885 werd Gartner benoemd tot hoogleraar Romaanse talen aan de universiteit van Cernauti. Hier kreeg hij contact met Oekraïners, hij leerde Oekraïens en publiceerde zelfs een grammatica van deze taal, samen met Stephan von Smal-Stockyj. In 1899 ging hij over naar de universiteit van Innsbruck, waar hij bleef tot aan zijn pensionering. Hij publiceerde hier zijn opmerkelijke leerboek over het Roemeens, dat niet veel opgang maakte, maar qua opzet voor studenten romanistiek zeer geschikt is.

## Publicaties in boekvorm
- 1879: Die Gredner Mundart
- 1882: Die Judicarische Mundart.
- 1882: Viaggi ladini; fatti e narrati. Con un saggio statistico ed una carta geografica.
- 1883: Raetoromanische Grammatik.
- 1883: Sulzberger Wörter.
- 1888: Die Rätoromanische Mundarten, in: Gröbers Grundriß der romanische Philologie. I, Blz. 461-88.
- 1895: (Samen met Adolf Mussafia): Altfranzösische Prosalegenden aus der Pariser Nationalbibliothek Fr 818.
- 1904: Darstellung Der Rumänischen Sprache.
- 1910: Handbuch der Rätoromanischen Sprache und Literatur.
- 1913: (Samen met Stephan von Smal-Stockyj): Grammatik der ruthenischen (ukraïnischen) Sprache.
- 1923: Ladinische Wörter aus den Dolomitentälern.

## Bron
- (de)  Biografie van Theodor Gartner.
- (de)  Theodor Gartners Werk im Bereich der Rumänistik. Artikel van Eugenio Coseriu over Gartners werk op het gebied van het Roemeens.